# Djahid Abdelwahab Zefizef
Djahid Abdelwahab Zefizef, né le 28 juin 1962 à Constantine, est un dirigeant sportif algérien. Il est le manager général de l’équipe nationale à l'époque du ministre de la Jeunesse et des sports Abderezak Sebgag,,.

## Biographie
Sur le plan professionnel, Zefizef a débuté en 1988 où il occupa le poste de chef de département approvisionnement à l’Office régional des viandes de l’Est (ORVE).
En 2017, il est devenu membre du Bureau fédéral sous la présidence de Kheireddine Zetchi, avant de se retirer en 2018 en raison de sa fonction supérieure de P-DG du groupe AGROLOG.
En janvier 2022, il a été sollicité à nouveau pour être le manager général de l’équipe nationale A notamment lors des dates FIFA de mars et juin 2022.
En juillet 2024, il est soupçonné de corruption par la justice algérienne, la Fédération algérienne de football à déposer une plainte auprès du parquet d’Alger.

## Vie privée
Il est marié et a des enfants.